# Laura Pollán

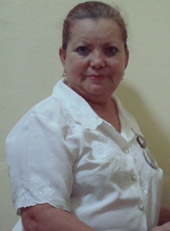
Laura Pollán.

Laura Inés Pollán Toledo, född 13 februari 1948 i Manzanillo, provinsen Granma, Kuba, död 14 oktober 2011 i Havanna, var en kubansk oppositionsledare. Hon grundade Damas de Blanco (Kvinnor i vitt), en organisation som arbetar för att fängslade regimkritiker (däribland makar till Pollán och hennes meddemonstranter) ska släppas fria av regimen. Hon avled på sjukhus i Havanna den 14 oktober 2011, 63 år gammal.